# Kolbjørn Kvam
Kolbjørn Kvam (ur. 20 października 1865 w Nes, zm. 11 marca 1933 w Oslo) – norweski strzelec, olimpijczyk.
Uczestnik Letnich Igrzysk Olimpijskich 1908, na których wystartował w dwóch konkurencjach. Zajął 19. miejsce w karabinie dowolnym w trzech postawach z 300 m i 41. pozycję w karabinie dowolnym z 1000 jardów (startowało odpowiednio 51 i 50 strzelców).

## Wyniki

### Igrzyska olimpijskie
| Igrzyska    | Konkurencja                          | Wynik                  | Miejsce | Źródło |
| ----------- | ------------------------------------ | ---------------------- | ------- | ------ |
| Londyn 1908 | Karabin dowolny, 1000 jardów         | 58 pkt.                | 41      | [ 1 ]  |
| Londyn 1908 | Karabin dowolny, trzy postawy, 300 m | 777 pkt. (276–267–234) | 19      | [ 2 ]  |